# Aschuramassaker
Das Aschuramassaker am 2. März 2004 in Kerbela und Bagdad war eine Serie von Bombenexplosionen, Mörser-, Granaten- und Raketenangriffen, die mindestens 178 schiitische Muslime tötete und mindestens 500 verletzte. Bei den Opfern handelte es sich um Pilger, die sich zu den Aschura-Gedenkveranstaltungen nach Kerbela und dem Bagdader Stadtteil al-Kazimiyya begeben hatten. Bei keinem anderen Ereignis nach Kriegsende 2003 wurden bis dahin mehr Menschen im Irak getötet.

## Hintergründe
Nach dem Sturz Saddam Husseins sahen sich die irakischen Sunniten in der Defensive. Die Schiiten bilden im Irak gegenüber den Sunniten (inklusive Araber und Kurden) die Mehrheit und hätten von der Einführung des Mehrheitswahlrechts profitiert. Schiitische Geistliche vermuteten hinter dem Anschlag das Motiv, den Irak in einen Bürgerkrieg zwischen den verschiedenen religiösen Richtungen zu stürzen.

## Die Anschläge
Neun Sprengkörper wurden in Kerbela zur Explosion gebracht, gleichzeitig wurden Angriffe mit Mörsern und Raketenbeschuss gestartet. Dabei starben über hundert Menschen. Eine Explosion in der Nähe der Al-Kadhimiya Moschee in Bagdad tötete weitere 58. In diesen Angriff waren auch bewaffnete Terroristen, Autobomben und bis zu zwölf Selbstmordattentäter involviert.
Es gab des Weiteren den Versuch einiger Terroristen, mit einem sprengstoffbeladenen LKW nach Basra zu gelangen, dieser wurde jedoch aufgehalten. Die Terroristen waren mit Schusswaffen und kleinen Raketenwerfern bewaffnet und hatten den Plan, Verletzte oder Flüchtende zu ermorden.
Al-Qaida, die die Schiiten als Häretiker ansieht, wurde als Drahtzieher hinter dem Anschlag vermutet. Der amerikanische Brigadegeneral Mark Kimmitt machte unmittelbar nach den Anschlägen Abu Musab al-Zarqawi für die Anschläge verantwortlich, später stellte sich jedoch heraus, dass Abu Abdallah al Hassan Ben Mahmoud für sie verantwortlich war. Der einflussreiche schiitische Ayatollah Ali al-Sistani warf den US-Truppen vor, die Anschläge geschehen zu lassen.